# 53 (число)
53 (пятьдесят три) — натуральное число, расположенное между числами 52 и 54.

## В математике
- 53 — является нечётным двузначным числом.
- Сумма цифр этого числа — 8
- Произведение цифр этого числа — 15
- Квадрат числа 53 — 2809
- 16-е простое число[1]
- Шестнадцатеричная запись числа является перевёрнутой десятичной записью.
- 8-е число Софи Жермен (53 * 2 + 1 = 107, также являющееся простым числом)[2].
- 253 = 9 007 199 254 740 992
- Сумма первых 53 простых чисел делится на 53

## Коды и номера
- 53 глава Библии — Купина неопалимая (Исх. 3).
- 53 сура Корана — «Звезда» (Сура Ан-Наджм).
- 53 китайская фамилия в списке Байцзясин — Мяо (фамилия) 苗.
- ASCII-код символа «5».
- 53 — Код субъекта Российской Федерации и Код ГИБДД-ГАИ Новгородской области.
- Атомный номер иода.
- Строй 53 равных делений октавы.
- 53 Рака.
- 53 станции Токайдо.

## В других областях
- ГАЗ-53 — советский и российский грузовой автомобиль.